# 대니 카렐

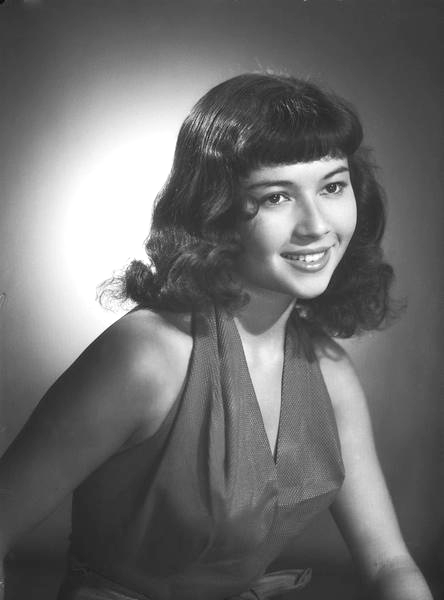

대니 카렐(Yvonne Suzanne Chazelles du Chaxel, 1932년 9월 20일 ~ )은 프랑스의 영화배우, 연극 배우, 텔레비전 배우이다.
다낭에서 태어났다.

## 영화
- 보석 강도단 (1968년)
- 죄수 (1968년)
- 석상 여인들의 풍차 (1960년)
- 파리의 연인 (1957년)
- 릴라의 문 (1957년)
- 위대한 전략 (1955년)
- 보통 사람들 (1955년)